# Rafael Mir
Rafael Mir Jordano (Córdoba (España), 11 de septiembre de 1930-ibidem, 1 de mayo de 2023) es un abogado y escritor español. Hermano de Diego Mir Jordano, catedrático de Fisiología Médica en la Universidad de Sevilla.

## Biografía
Licenciado en Derecho por la Universidad Complutense de Madrid en 1953, ha sido además gestor cultural y profesor universitario en la Facultad de Derecho de la Universidad de Córdoba.
Fundó y dirigió algunas revistas literarias, entre las que destacan Arquero (desarrollada en Madrid, y que difundió la obra de numerosos poetas cordobeses de la época, como Antonio Gala o los miembros del grupo Cántico) y Revista del Mediodía (editada ya en Córdoba). Impulsó, desde 1960 y junto a José Jiménez Poyato y Joaquín Martínez Bjorkman, el cineclub del Círculo de la Amistad. Fue el primer delegado de Cultura de la Junta de Andalucía en Córdoba, impulsando Medina Azahara y el archivo provincial. El Ateneo de Córdoba le concedió, en 1987, una de sus Fiambreras de Plata, y es socio de honor de dicha entidad desde 1989. En 1988 fundó la Asociación de Amigos de los Museos de Córdoba, que presidió durante ocho años. Fue miembro del consejo de dirección de la obra Los andaluces del siglo XX del Ateneo de Córdoba, así como responsable y redactor de la sección de Ciencias Jurídicas. Colaborador habitual de las páginas de opinión de Diario Córdoba, contando entre 1999 y 2005 con una sección propia, Miradas, irregularmente quincenal, y desde el 17 de enero de 2002 es miembro de la Real Academia de Ciencias, Bellas Letras y Nobles Artes de Córdoba.

## Publicaciones
Novela
- Furtivos (Córdoba, Grupo Almuzara, 2006). 128 páginas, ISBN 84-88586-86-8.

Relatos
- Cayumbo (Madrid, Ágora, 1995). Edición facsímil del Ateneo de Córdoba (Córdoba, Arca del Ateneo, 1999). 128 páginas, ISBN 84-88175-24-8.
- Estamos solos (Rute, Ánfora Nova, 2002). 112 páginas, ISBN 84-88617-30-5.
- Cuentos de una cuarta (Málaga, Centro Cultural de la Generación del 27, 2006).

Inclusiones en antologías de narrativa
- Cuentistas contemporáneos (ed. Carlos de Arce; Barcelona, Rumbos, 1958).
- 27 narradores cordobeses (Málaga, Centro Cultural de la Generación del 27, 1999). 277 páginas, ISBN 84-7785-294-4.

Ensayo
- Caza mayor en España. Y más lejos (Sevilla, Al-Ándalus, 2004). 224 páginas, ISBN 84-95375-09-5.

Crítica
- Cuentos extranjeros (Barcelona, Rumbos, 1952). Se encargó de la selección, y colaboró en las traducciones.

Artículos
- Lo escrito, escrito está (Córdoba, Arca del Ateneo, 1995). 350 páginas, ISBN 84-88175-07-8.
- Miradas. Jugando a perder (Córdoba, Fundación Prasa, 2006). Edición no venal.

Teatro
- Sala de Juntas (Córdoba, Arca del Ateneo, (2007). 70 páginas, ISBN 84-88175-47-3